# Belmont-Luthézieu
Belmont-Luthézieu è un ex comune francese di 517 abitanti situato nel dipartimento dell'Ain della regione Alvernia-Rodano-Alpi. È bagnato dal fiume Séran. Dal 1º gennaio 2019 è accorpato ai comuni di Lompnieu, Sutrieu e di Vieu  formando il nuovo comune di Valromey-sur-Séran.

## Società

### Evoluzione demografica
Abitanti censiti